# 4713 Steel
4713 Steel este un asteroid din centura principală, descoperit pe 26 august 1989 de Robert McNaught.